# Østrig ved sommer-OL 2008
Østrig deltog ved Sommer-OL 2008 i Beijing som blev arrangeret i perioden 8. august til 24. august 2008.

## Medaljer
| 2008 Beijing | Guld | Sølv | Bronze | Total |
| Østrig       | 0    | 1    | 2      | 3     |

### Medaljevindere
| Medalje | Navn                     | Sport         | Event                          |
| ------- | ------------------------ | ------------- | ------------------------------ |
| Sølv    | Ludwig Paischer          | Judo          | Mændenes 60 kg                 |
| Bronze  | Mirna Jukić              | Svømning      | Kvindernes 100 m brystsvømning |
| Bronze  | Violetta Oblinger-Peters | Kano og Kajak | Kvindernes slalom K-1          |